# Йоргос Сеферис

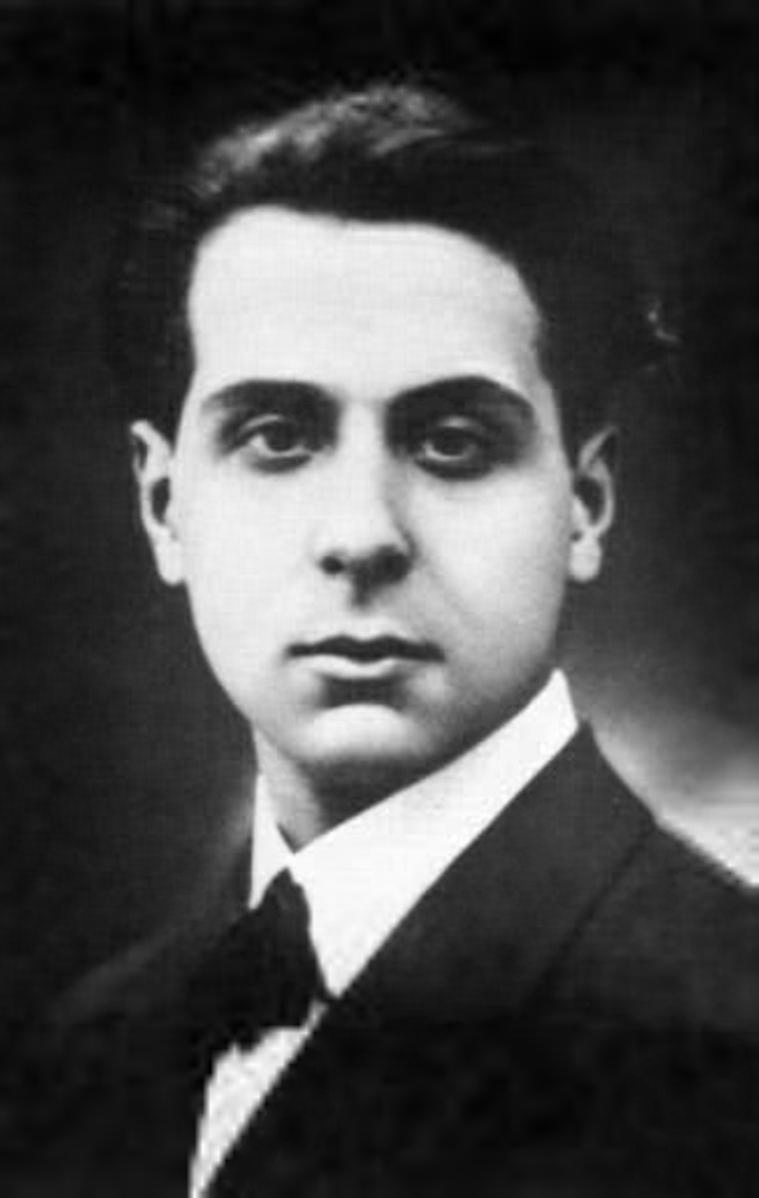
1921

Йоргос Сеферис (грец. Γιώργος Σεφέρης), справжнє прізвище Сеферіадис (грец. Σεφεριάδης; 29 лютого (13 березня) 1900, Ізмір — 20 вересня 1971, Афіни) — професійний дипломат, один з найвидатніших поетів новогрецької літератури, лауреат Нобелівської премії з літератури 1963 року.

## Біографія
Народився у Смірні (Ізмір), у родині відомого юриста, спеціаліста з міжнародного права (згодом професора, викладача Афінського університету, найкращого перекладача Байрона новогрецькою мовою) Стельйоса Сеферіадиса та Деспіни Тенекіді.  1914 року родина переїхала до Афін, де Йоргос закінчив гімназію. 1918 року батька запросили до Парижа, Гіоргос поїхав разом з ним та вступив на юридичний факультет Сорбонни, який успішно закінчив 1924 року. У Франції з'являються перші вірші французькою, а також Сеферіс пише дімотікою та катаревусою.
Після турецької окупації 1922 року і різанини в Смірні (нині Ізмір) разом з іншими біженцями переселився до Афін. 1924 року Гіоргос завершив роботу над дисертацією, додатково рік навчався в Лондоні. Того ж року розпочав роботу у Міністерстві закордонних справ Греції, в 1930-х служив консулом в Албанії, згодом — прес-атташе МЗС Греції. 1936 року одружився з Марією Зану. Із початком Другої світової війни та окупації Балканського півострова знаходився у вигнанні разом із урядом на Криті, надалі в Єгипті, Південній Африці й Італії. Повернувся на батьківщину лише 1950 року.
Впродовж 1951–1953 років Сеферіс служив у Лондоні першим радником посольства Греції, від 1953 по 1956 рік — послом у Лівані, Сирії, Йорданії, Іраку. В період 1956–1957 років Сеферіс був представником Греції в ООН. 1962 року був удостоєний ступеня доктора філософії Кембриджського університету і премії «Фойл» за поетичні твори.
Помер 1971 року. Похований на Першому афінському кладовищі.

### Нобелівська премія
1963 року Гіоргосу Сеферісу була присуджена Нобелівська премія з літератури «за видатні ліричні твори, натхненні почуттям глибокої шани до часів давніх еллінів». Сеферіс став першим греком, який був удостоєний цієї високої нагороди (наступним був Одісеас Елітіс, який став Нобелівським лауреатом 1979 року).
Роль, яку відіграв поет у відродженні новогрецької літератури у XX столітті, була вирішальною при прийнятті рішення Нобелівським комітетом. Проте у своєму виступі Сеферіс вирішив наголосити саме на своїй громадській позиції та власній гуманістичній філософії:
| «Дорогою до Фів Едіп натрапив на Сфінкса і дав відповідь на загадку останнього: «Людина». Це єдине звичайне слово знищило чудовисько. Нині ж маємо багато монстрів, яких необхідно знищити. Тож поміркуймо над власною едіповою відповіддю.»[6] |
Із встановленням у Греції 1967 року режиму військової диктатури «чорних полковників» поет відмовився друкуватися на батьківщині.

## Основні твори

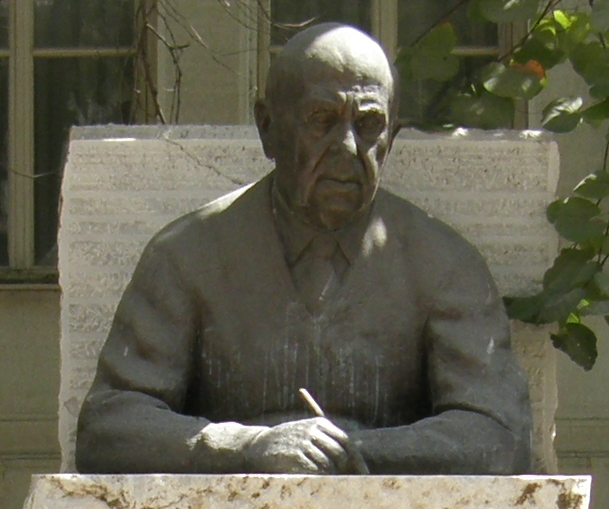
Бюст Йоргоса Сеферіса в Афінах, встановлений навпроти Міністерства закордонних справ

- «Строфи» (1931)
- «Водоймище» (1932)
- «Міфи та історії» (1936)
- «Гімнопедії» (1936)
- «Зошит вправ» (1940)
- «Вахтовий журнал» (1940)
- «Вахтовий журнал II» (1944)
- «Кіхлі» (1947)
- «Вахтовий журнал III» (1955)
- «Три таємничі поеми» (1966)

### Переклади українською
З новогрецької мови поезії Йоргоса Сефериса перекладали Ірина Бетко, Іван Драч, Світлана Йовенко, Марина Марищук, Олександр Пономарів, Андрій Савенко, Лариса Скирда,Тетяна Чернишова.

### Видання українською
- [Вірші] // Всесвіт, 1966, № 6, с. 101-107.

Обкладинка видання українською мовою, 2013

- Сеферис Йоргос. Вибране: поезії й літературно-критичні статті. / Упорядкування О. Пономарів, А. Савенко.; переднє слово А. Савенко, Т. Чернишова; переклади А. Савенко, І. Бетко та ін. — К. : Журнал «Всесвіт», 2013.